# Phạm Ngọc Hùng (trung tướng)
Phạm Ngọc Hùng (sinh ngày 3 tháng 9 năm 1959) là một sĩ quan cấp cao trong Quân đội nhân dân Việt Nam, hàm Trung tướng. Ông nguyên là Phó Bí thư Đảng ủy, nguyên Tổng cục trưởng Tổng cục Tình báo, Quân đội nhân dân Việt Nam (Tổng cục II, Bộ Quốc phòng Việt Nam).

## Thân thế và sự nghiệp
Ông sinh năm 1959 (mặc dù đã sửa lại Giấy khai sinh) lớn lên trong một gia đình thuần nông căn bản ở Hải Lăng, Quảng Trị.
Năm 2004, bổ nhiệm giữ chức vụ Phó Tổng cục trưởng Tổng cục II, Bộ Quốc phòng.
Năm 2014, được bổ nhiệm giữ chức vụ Phó Bí thư Đảng ủy, Tổng cục trưởng Tổng cục II, Bộ Quốc phòng.
Ngày 03 tháng 11 năm 2024, ông thôi giữ chức vụ Tổng cục trưởng Tổng cục Tình báo. Chuyển sang công tác đặc biệt tại Văn phòng BQP

## Lịch sử thụ phong quân hàm
| Năm thụ phong | 2006        | 2008        |
| ------------- | ----------- | ----------- |
| Quân hàm      |             |             |
| Tên cấp bậc   | Thiếu tướng | Trung tướng |

## Khen thưởng
Huân chương Chiến công hạng Nhất.
Huân chương Quân công hạng Nhất.
Huy chương Quân kỳ quyết thắng.
Huy chương Chiến sĩ Vẻ vang hạng Nhất, Nhì, Ba.

## Sách
• Thách thức an ninh tại Tiểu vùng sông Mê Kông: Tác động và hàm ý chính sách đối với Việt Nam. Nhà xuất bản CTQG, 2024.